# Svit
Svit je město v okresu Poprad, v Prešovském kraji, na východním Slovensku. Je jedno z nejmladších měst na Slovensku. Leží 5 km západně od města Poprad na řece Poprad. Svojí rozlohou jde o nejmenší slovenské město.

## Historie
Dne 9. března 1934 se zastupitelstvo obce Veľká rozhodlo, že odprodá firmě Baťa ze Zlína požadované pozemky na výstavbu nové továrny. Jan Antonín Baťa odkoupil od obce Veľká cca 581 428 m² za 250 000 Kč.[zdroj⁠?!] Veľká měla jen několik podmínek, a to aby sídlo firmy leželo na pozemcích obce Veľká, aby firma zaměstnávala převážně obyvatele Veľké a aby název osady byl vždy uváděný jako část Veľké. To se nestalo, a proto Veľká několikrát požadovala, aby se část pozemků, na kterých byla postavená výzkumná stanice, označoval jako Baťove závody Veľká a aby železniční stanice v Batizovcích nesla název „Baťove závody Veľká“. 29. ledna 1937 se obecní zastupitelstvo usneslo na označení „Obec Veľká – Osada Svit“ (město dostalo název podle prvního Baťova podniku v tomto místě: S-lovenské VI-zkózové T-ovárne), které se stalo oficiálním označením Svitu až do jeho osamostatnění, i když samotný závod stále používal označení Batizovce. Od roku 1937 se pro novou osadu používal i název Svit. Status města byl Svitu udělen 30. května 1962.
Většina dnešního Svitu se však rozkládá na pozemcích kdysi patřících do katastru Batizovců, ale i Spišské Teplice, Lučivné a Mengusovců.

## Sport
Obyvatelé a návštěvníci města mohou ke sportovnímu vyžití využít plavecký bazén s rehabilitačním centrem, sportovní halu, víceúčelový stadion, kuželkárnu a 2 nově vybudovaná hokejbalová hřiště, která v zimě slouží jako veřejná kluziště.
V jihozápadní části města leží Lopušná dolina, kde je vybudováno moderní lyžařské středisko. Lyžařské vleky jsou po obou stranách hřebene, nachází se zde hotel (středisko Chemosvit Chem) a horská chata (Tatrasvit). Sjezdovky mají umělé zasněžovaní a osvětlení kvůli nočnímu lyžování, nachází se zde také U-rampa pro snowboardisty. Samotné středisko, označované jako Svit - Lopušná dolina, však leží v katastru obce Lučivná.
Na břehu řeky Poprad je ze západní části města (z Lopušné doliny) vybudována stezka po celé délce města (od roku 1994), která je napojena (od roku 2004) na nově vybudovanou cyklostezku vedoucí až do Popradu (cca 9 km).

## Náboženství
Ve Svite působí zejména římskokatolická církev, ale také řeckokatolická církev a evangelická církev augsburského vyznání. Žijí zde také pravoslavní, ateisté i příslušníci jiných registrovaných i neregistrovaných církví. 
Kostely ve Svitě: 
- Římskokatolický kostel svatého Josefa
- Římskokatolický kostel svatého Cyrila a Metoděje
- Řeckokatolická kaple svatých Cyrila a Metoděje (součást kostela svatého Josefa)
- Evangelický a. v. kostel

## Doprava
Město leží na mezinárodní silnici E50. Městem prochází také důležitá páteřní železniční trať Žilina - Košice a nedaleko města se nachází letiště Poprad-Tatry.

## Průmysl
Největším zaměstnavatelem ve Svitu je společnost Chemosvit se svými dceřinými společnostmi, která se zabývá výrobou fólií, strojírenstvím a zpracováním plastů. Významné jsou dále firmy Ingmat, Tatrasvit Svit - Socks, Tatraspol a Tatrapeko.

## Školství
Ve městě jsou 2 mateřské školy, 2 základní školy a polytechnická střední škola.

## Partnerská města
- Knurów, Polsko, (2000)
- Česká Třebová, Česko, (2005)
- San Lorenzo in Campo, Itálie, (2016)
- Partizánske, Slovensko, (2016)